# 1822 en science
| Années de la science : 1819 - 1820 - 1821 - 1822 - 1823 - 1824 - 1825    |
| Décennies de la science : 1790 - 1800 - 1810 - 1820 - 1830 - 1840 - 1850 |

Cet article présente les faits marquants de l'année 1822 en science.

## Événements
- 18 mars : le Mémoire sur les lois du mouvement des fluides d'Henri Navier est lu à l'Académie des Sciences. Il est à l'origine des équations de Navier-Stokes, équations centrales pour la modélisation en mécanique des fluides[1].
- 1er avril : première séance de la Société asiatique française fondée par les « Orientalistes » Silvestre de Sacy, Champollion jeune, Abel-Rémusat, Jean-Louis Burnouf et son fils Eugène, Daniel Kieffer, Claude Fauriel, Alexandre de Humboldt, le duc de Richelieu etc.[2].

- 21 mai : une cigogne blanche est abattue près du château de Bothmer à Klütz (Mecklembourg) par le comte Christian Ludwig von Bothmer. Cet oiseau a une flèche de 80 cm de long fichée au milieu de son cou (Pfeilstorch), provenant d'Afrique centrale, ce qui permet alors de mieux comprendre la migration des oiseaux[3].

- 2 juin : passage de la comète Encke, observée à Parramatta en Australie, la deuxième comète présentant une orbite périodique, depuis la comète de Halley[4].
- 3 juillet : publication d'une lettre ouverte au président de la Royal Society du mathématicien anglais Charles Babbage qui présente le projet d'une « machine à différences » pour calculer les logarithmes et les fonctions trigonométriques par la méthode dite des différences[5].
- 11 juillet : Henri-Joseph Paixhans présente au ministre de la Marine son projet de canon-obusier dits « à la Paixhans », première pièce d'artillerie navale à tirer des obus explosifs ; deux prototypes sont commandés à la fonderie d'Indret[6].
- 19 juillet : Joseph Nicéphore Niépce offre à son cousin le général Poncet du Maupas une héliographie sur un plaque de verre enduite de bitume de Judée, reproduisant une gravure représentant le pape Pie VII ; c'est première mention d'une image reproduite par la lumière, ancêtre de la photographie[7].
- 11 septembre : la Congrégation pour la doctrine de la foi rend un décret confirmé par Pie VII le 25 septembre, pour permettre l'impression de livres enseignant les mouvements de la terre le l'immobilité du soleil[8].

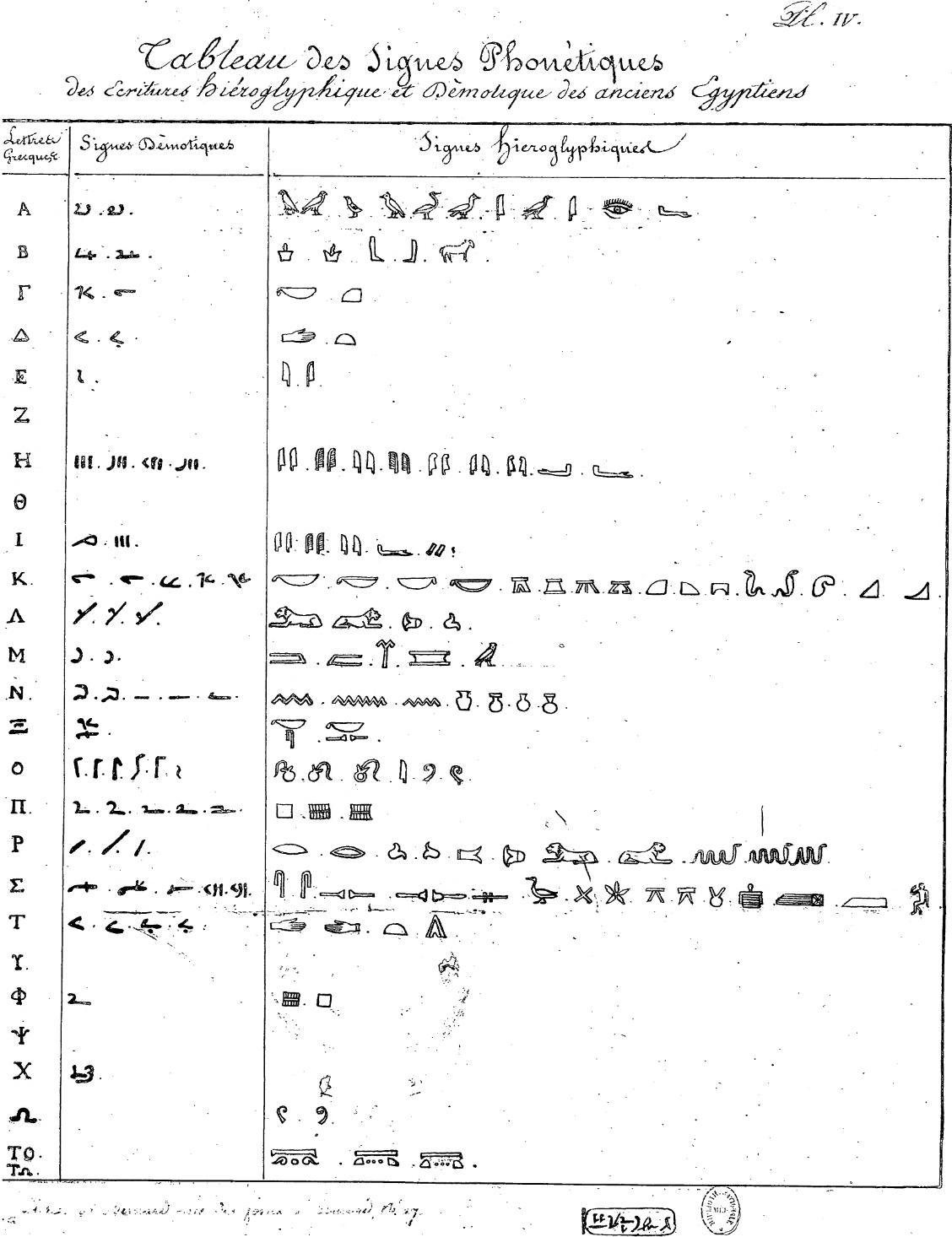
Jean-François Champollion - Lettre à M. Dacier relative à l'alphabet des hiéroglyphes phonétiques, page 57.

- 27 septembre : Jean-François Champollion expose devant l'Académie des inscriptions et belles-lettres son travail de déchiffrement de l'écriture hiéroglyphique. Il est capable de déchiffrer les hiéroglyphes grâce à la pierre de Rosette (voir aussi : Lettre à M. Dacier)[9].

- Le chirurgien américain William Beaumont commence son étude du processus gastrique (cas Alexis Saint Martin)[10].

- Jacob Grimm, conteur et linguiste allemand, met au point la loi phonétique qui porte son nom, exposée dans sa Deutsche Grammatik[11].

## Publications
- William Conybeare et William Phillips : Outlines of the Geology of England and Wales, Londres. Première utilisation du terme carbonifère.
- Georges Cuvier : Discours sur les révolutions de la surface du globe et sur les changements qu'elles ont produits dans le règne animal (1822). Réédition : Christian Bourgois, Paris, 1985. Texte en lignePose les fondements de la stratigraphie.
- (en) William Farish, « On Isometrical Perspective », Cambridge Philosophical Transactions, vol. 1,‎ 1822. Développe une méthode de perspective isométrique.
- Karl Wilhelm Feuerbach : Propriétés de quelques points remarquables du triangle, et des lignes et figures déterminées par ces points. Publication du théorème sur le contact du cercle des neuf points .
- Joseph Fourier : Théorie analytique de la chaleur.Théorie à la  base de l'Analyse spectrale.
- Jacob Grimm : Deutsche Grammatik (vol. 1).Description de la loi de Grimm.
- Gideon Mantell : The Fossils of South Downs or Illustrations of the Geology of Sussex (Les Fossiles des South Downs ou Illustration de la géologie du Sussex).
- Jean-Baptiste d'Omalius : Observations sur un essai de carte géologique de la France , des Pays-Bas et des contrées voisines. Première utilisation du terme crétacé.

## Prix
- Médailles de la Royal Society
  - Médaille Copley : William Buckland

## Naissances

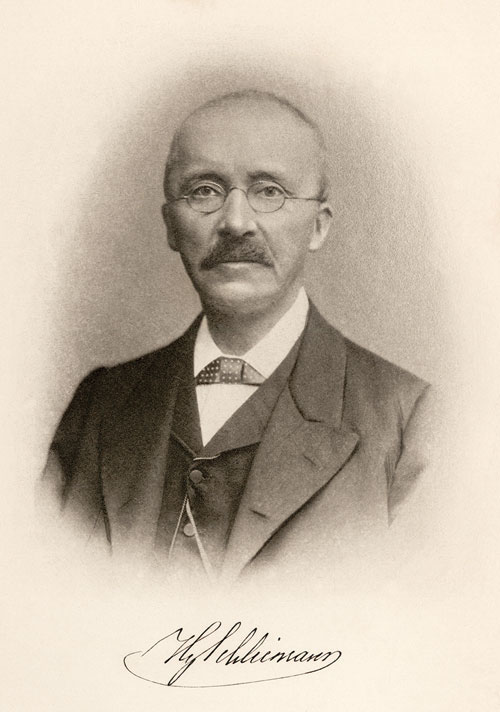
Heinrich Schliemann

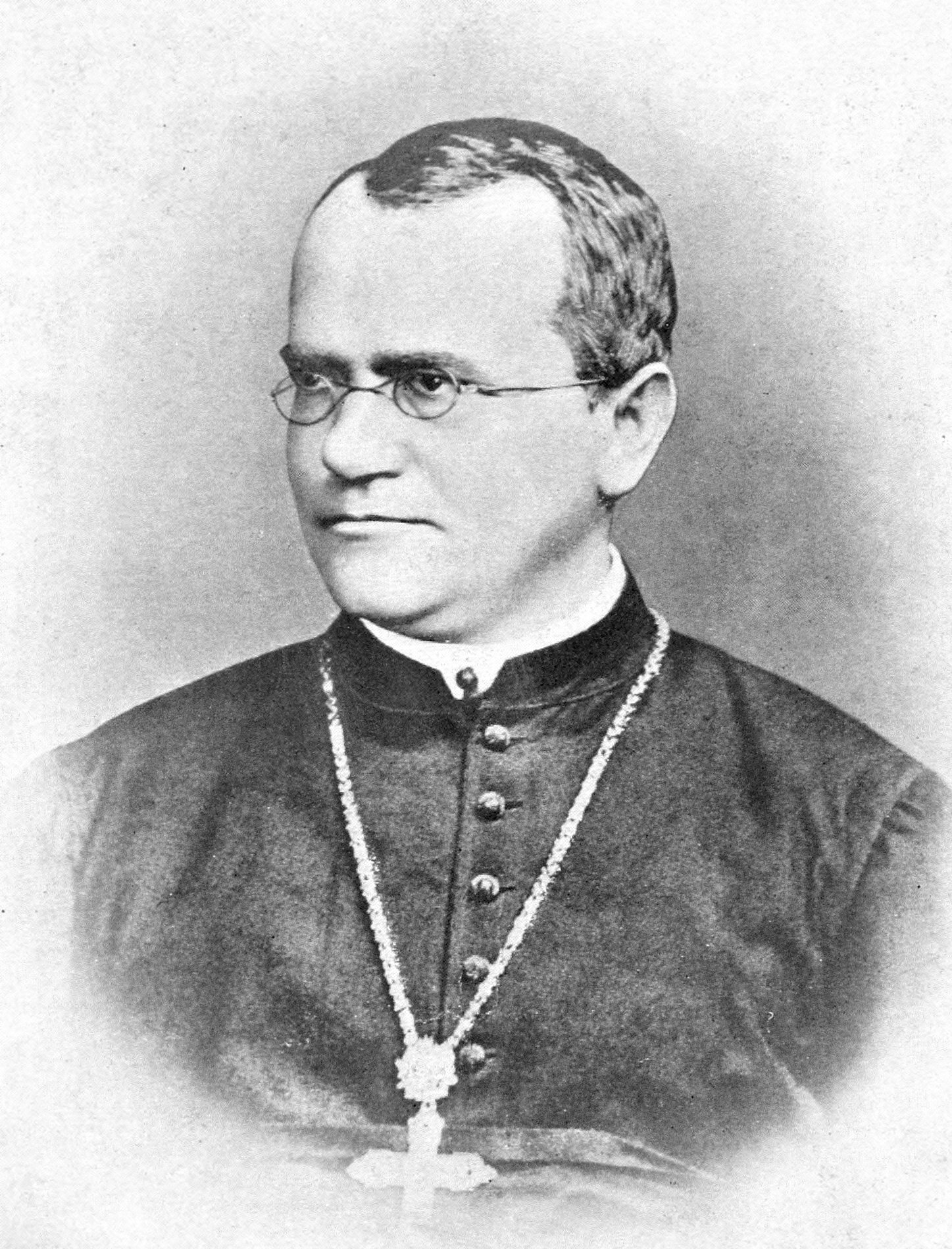
Gregor Mendel

- 2 janvier : Rudolf Clausius (mort en 1888), mathématicien et physicien allemand.
- 6 janvier : Heinrich Schliemann (mort en 1890), archéologue allemand.
- 12 janvier : Jean-Joseph Étienne Lenoir (mort en 1900), ingénieur français.
- 30 janvier : Franz Ritter von Hauer (mort en 1899), géologue autrichien.

- 16 février : Sir Francis Galton (mort en 1911), scientifique britannique.

- 8 mars : Charles Frédéric Girard (mort en 1895), médecin et zoologiste américain d'origine française.
- 15 mars : William Henry Edwards (mort en 1909), entomologiste américain.

- 2 avril : Jules Bouis (mort en 1886), chimiste français.
- 16 avril : Karl Theodor Robert Luther (mort en 1900), astronome allemand.
- 18 avril : Émile Gautier (mort en 1891), militaire et astronome suisse.
- 27 avril : Edwin Smith (mort en 1906), égyptologue anglais.

- 3 mai : David Bierens de Haan (mort en 1895), mathématicien et historien des mathématiques hollandais.
- 11 mai : Henry Baker Tristram (mort en 1906), ecclésiastique, explorateur et ornithologue britannique.

- 13 juillet : Heinrich Louis d'Arrest (mort en 1875), astronome prussien.
- 22 juillet : Gregor Mendel (mort en 1884), moine et botaniste tchèque.

- 9 août : John Jenner Weir (mort en 1894), fonctionnaire britannique, entomologiste et ornithologue amateur.
- 15 août : Henry Sumner Maine (mort en 1888), juriste et anthropologue britannique.
- 24 août : Arthur Forgeais (mort en 1878), archéologue, sigillographe et numismate français.
- 20 septembre : August Karl Krönig (mort en 1879), physicien et chimiste allemand.

- 7 octobre : Karl Georg Friedrich Rudolf Leuckart (mort en 1898), zoologiste allemand.
- 23 octobre : Gustav Spörer (mort en 1895), astronome allemand.

- 16 décembre : August Meitzen (mort en 1910), statisticien et économiste allemand.
- 27 décembre : Louis Pasteur (mort en 1895), scientifique français, chimiste et physicien de formation, pionnier de la microbiologie.

## Décès

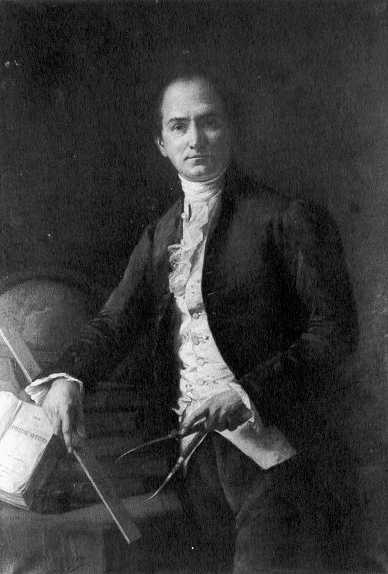
Jean-Baptiste Joseph Delambre

- 22 janvier : Marie-Aimée Lullin (née en 1751), entomologiste suisse.
- 5 mars : Alexis de Courval (né en 1774), homme politique et archéologue français.
- 9 mars : Edward Daniel Clarke (né en 1769), minéralogiste et archéologue anglais.
- 17 mars : Charles-Hélion de Barbançois-Villegongis (né en 1760), agronome français.
- 26 mars : Theodor Grotthuss (né en 1785), chimiste allemand.

- 3 juin : René Just Haüy (né en 1743), minéralogiste français.

- 23 juillet : Peter Durand (né en 1766), inventeur anglais.
- 19 août : Jean-Baptiste Joseph Delambre (né en 1749), astronome et mathématicien français.
- 25 août : William Herschel (né en 1738), compositeur et astronome germano-britannique.

- 6 novembre : Claude Louis Berthollet (né en 1748), chimiste français.

- 17 décembre : Giovanni Fabbroni (né en 1752), physicien et agronome italien.